# Camille Cabana
Camille Cabana (Elna, 11 de desembre del 1930 - París, 2 de juny del 2002) va ser un polític rossellonès, ministre i senador.

## Biografia
Fill d'una família sud-catalana exiliada a França, els seus orígens modestos (els seus pares feien de pagesos), no l'impediren de fer carrera a l'administració. Després d'estudiar al Lycée François-Arago de Perpinyà, començà a treballar a Correus; fou destinat al Marroc, i anà ascendint en l'escalafó professional fins a la categoria d'adjunt d'administració central al Ministeri de Comunicacions. Per via interna accedí a la prestigiosa École nationale d'administration el 1962. Després de titular-se a l'ENA ocupà el càrrec de sots-prefecte de Grenoble, sota la protecció de Maurice Doublet (prefecte del departament de l'Isèra), i en aquesta capacitat col·laborà en la posada en marxa dels Jocs Olímpics d'hivern de Grenoble-68. Quan Doublet va ser nomenat prefecte de París, el cridà perquè fos li cap de gabinet de la prefectura. El 1977 obtingué el títol de prefecte i, al mateix any, en sortir elegit Jacques Chirac batlle de París, s'incorporà a l'equip d'aquest com a secretari general de l'Ajuntament. Dirigí els vora 40.000 funcionaris municipals fins al 1986; paral·lelament exercí de director general dels serveis administratius del departament de París a partir del 1983.
Durant el primer govern Chirac, el nou primer ministre li atorgà diversos càrrecs de Secretari d'Estat i de ministeri. Cessat en prendre el poder François Mitterrand el 1988, el 1989 es presentà a les eleccions municipals de París i en sortí elegit regidor pel districte dotzè. L'alcalde Chirac el nomenà adjunt a l'alcalde (tinent d'alcalde) d'urbanisme. Reelegit a les eleccions del juny del 1995, el nou alcalde Jean Tiberi el nomenà adjunt de finances. Es presentà per a, i fou elegit, senador pel Departament de París del 10 de febrer del 1991 al 24 de setembre del 1995. La gran estima i els coneixements que tenia del món àrab, incloent-hi el domini de l'idioma, més la seva experiència com a ministre dels Repatriats, feren que fos nomenat president de l'Institut del Món Àrab i, durant set anys (1995-2002), en redreçà les finances i organitzà grans manifestacions culturals i polítiques que el posaren en relació amb nombroses nacions àrabs, de què esdevingué de facto un ambaixador reconegut. Presidí el Cercle d'Amistat franco-marroquina entre el 1994 i el 1996.
Gran treballador, Cabana va ser un model de funcionaris. Molt irònic, afirmava que era l'únic prefecte francès que en comptes del títol d'estudis secundaris tenia un títol professional d'horticultor. Entre les distincions que rebé hi hagué el grau de comandant de la Legió d'Honor, oficial de l'Orde Nacional del Mèrit, les Palmes acadèmiques i les de les Arts i les Lletres, cavaller del Mèrit Agrícola i medalla d'honor de la Joventut i els Esports. També rebé el Gran Cordó de l'Ouissam alauita i té un carrer dedicat a Marràqueix (Marroc).

## Funcions governamentals
- Ministre delegat adjunt al ministre d'Economia, Finances i Privatització, encarregat dels temes de Privatització (del 20 de març al 19 d'agost del 1986)
- Ministre delegat adjunt al Primer Ministre, encarregat de la Reforma Administrativa (del 19 d'agost del 1986 al 28 de setembre del 1987)
- Ministre delegat adjunt al Primer Ministre, encarregat dels Repatriats i de la Reforma Administrativa (del 28 de setembre del 1987 al 12 de maig del 1988)